# Chahar Mahall i Bakhtiari
Chahar Mahaal i Bakhtiari (en persa: چهارمحال و بختیاری, Čahār Maḥāll va Baḫtiyārī) és una de les 31 províncies de l'Iran, situada al sud del país. Té 6 xahrestans i la seva capital és Xahrekord.

## Divisió política

Mapa de Shahrestans

- Ardal (اردل)
- Borujen (بروجن)
- Farsan (فارسان)
- Koohrang (كوهرنگ)
- Lordegan (لردگان)
- Xahrekord (شهركرد)